# Andrew Keegan
Pour les articles homonymes, voir Keegan.
Andrew Keegan (né le 29 janvier 1979 à Los Angeles) est un acteur et producteur américain. Il est surtout connu pour son rôle de Joey Donner dans le film Dix Bonnes Raisons de te larguer (1999).

## Biographie
Fils aîné d'une coiffeuse colombienne, Lana et d'un acteur de voix-off, Larry Heying originaire du Nebraska, il a un jeune frère, Casey (né le 12 juin, 1980), qui est lui aussi acteur.
Il est connu pour ses rôles dans des films tels que Dix Bonnes Raisons de te larguer (1999), The Broken Hearts Club (2000) et O (2001).
En Octobre 2015, il annonce qu'il va être papa pour la première fois.
Sa fille est née le 15 mars 2016, pesait 4,4 kilos à la naissance et porte le nom d'Aiya Rose Keegan.

## Filmographie

### Cinéma
- 1994 : Camp Nowhere de Jonathan Prince : Zack Dell
- 1996 : Independence Day de Roland Emmerich : garçon plus âgé
- 1999 : Dix Bonnes Raisons de te larguer ((Ten Things I Hate About You)) de Gil Junger : Joey Donner
- 2000 : Le Club des cœurs brisés (The Broken Hearts Club: A Romantic Comedy) de Greg Berlanti : Kevin
- 2001 : Othello 2003 (O) de Tim Blake Nelson : Michael Cassio
- 2011 : Amour, Mariage et Petits Tracas de Dermot Mulroney : Jeremiah

### Télévision
- 1993 : Alerte à Malibu - 1 épisode : Landon Thompson
- 1994 : La Fête à la maison - saison 8 - épisode 22 : Ryan
- 1994 : Alerte à Malibu - 1 épisode : Kenny
- 1995 : Un vendredi de folie (Freaky Friday) de Melanie Mayron : Luke
- 1995 : Notre belle famille - 2 épisodes : Matt Crawford
- 1996 : Moesha - Saison 1 - épisode 10 : Matt Tarses
- 1996 : Sabrina, l'apprentie sorcière (Sabrina, the Teenage Witch) : saison 1, épisode 8 "Magic Joel" / "Joel le magicien" : Joel
- 1997 - 1998 : La Vie à cinq (Party of Five) - 8 épisodes : Reed Isley
- 1997 - 2004 : Sept à la maison (série TV) - 24 épisodes : Wilson West
- 2002 : Teenage Caveman de Larry Clark : David
- 2005 : Dr House - Cours magistral (épisode #1.21) : étudiant rebelle
- 2010 : Kill Speed de Kim Bass : Strayger
- 2012 : Les experts : épisode : Frères de crime (série) : Lee Jacobs

## Clip vidéo
- 2014 : Lovers on the Sun de David Guetta et Sam Martin